# Collegio elettorale di Roma - Primavalle (Senato della Repubblica)
Il collegio Roma - Primavalle fu un collegio elettorale uninominale della Repubblica Italiana per l'elezione del Senato della Repubblica. Apparteneva alla Circoscrizione Lazio e fu utilizzato per eleggere un senatore nella XII, XIII e XIV legislatura.
Venne istituito nel 1993 con la cosiddetta Legge Mattarella (Legge n. 276, Norme per l'elezione del Senato della Repubblica), attuata in seguito al referendum abrogativo del 1993. La legge istituì per la Camera dei deputati e per il Senato della Repubblica un sistema di elezione misto, in parte maggioritario e in parte proporzionale. Il 75% dei parlamentari dell'assemblea veniva eletto in collegi uninominali tramite sistema maggioritario a turno unico; il restante 25% al Senato veniva eletto tramite recupero proporzionale dei più votati non eletti attraverso un meccanismo di calcolo denominato scorporo, cioè sottraendo dal conteggio dei voti totali di una lista nella parte proporzionale i voti ottenuti dai candidati collegati alla medesima lista che erano eletti nei collegi uninominali con il sistema maggioritario.
Il collegio venne abolito insieme a tutti gli altri che costituivano il Senato con la promulgazione della legge elettorale successiva, la cosiddetta Legge Calderoli. Questa prevedeva un sistema proporzionale con premio di maggioranza, che al Senato veniva attribuito a livello regionale.

## Territorio
Il collegio Roma - Primavalle era uno dei 21 collegi uninominali in cui era suddiviso il Lazio e, come previsto dal D.Lgs. del 20 dicembre 1993 n. 535, comprendeva parte del comune di Roma, in particolare il quartiere di Primavalle; la capitale complessivamente contava undici collegi uninominali al Senato.

## Eletti
| Elezione | Elezione | Senatore         | Partito                    |
| -------- | -------- | ---------------- | -------------------------- |
|          | 1994     | Luigi Ramponi    | Polo del Buon Governo (AN) |
|          | 1996     | Giorgio Mele     | L'Ulivo (PDS)              |
|          | 2001     | Giuseppe Consolo | Casa delle Libertà (AN)    |

## Dati elettorali

### XII legislatura
|                               | Luigi Ramponi ✔️ Eletto | Polo del Buon Governo      | 66 774  | 40,94 |  |  |  |  |  |
|                               | Gasparino Caviglioli    | Progressisti               | 58 736  | 36,01 |  |  |  |  |  |
|                               | Francesco Cioffarelli   | Patto per l'Italia         | 22 831  | 14,00 |  |  |  |  |  |
|                               | Adriano Cambellotti     | Lista Pannella-Riformatori | 8 036   | 4,93  |  |  |  |  |  |
|                               | Gabriele Marrone        | Verdi Federalisti          | 6 739   | 4,13  |  |  |  |  |  |
| Totale                        | Totale                  | Totale                     | 163 116 | 100   |  |  |  |  |  |
|                               |                         |                            |         |       |  |  |  |  |  |
| Voti non validi               | Voti non validi         | Voti non validi            | 8 282   | 4,83  |  |  |  |  |  |
| Votanti                       | Votanti                 | Votanti                    | 171 398 | 88,74 |  |  |  |  |  |
| Elettori                      | Elettori                | Elettori                   | 193 138 |       |  |  |  |  |  |
|                               |                         |                            |         |       |  |  |  |  |  |
| Data: 27-28 marzo 1994        |                         |                            |         |       |  |  |  |  |  |
| Fonte: Ministero dell'interno |                         |                            |         |       |  |  |  |  |  |

### XIII legislatura
|                               | Giorgio Mele ✔️ Eletto | L'Ulivo                                 | 77 744  | 48,60 |  |  |  |  |  |
|                               | Luigi Ramponi          | Polo per le Libertà                     | 69 262  | 43,30 |  |  |  |  |  |
|                               | Mario Mattei           | Movimento Sociale Fiamma Tricolore      | 6 246   | 3,90  |  |  |  |  |  |
|                               | Giorgio Pagano         | Lista Pannella-Sgarbi                   | 4 365   | 2,73  |  |  |  |  |  |
|                               | Cataldo Marsico        | Socialista                              | 1 290   | 0,81  |  |  |  |  |  |
|                               | Reginaldo Di Mario     | Movimento Popolare della Moralizzazione | 1 051   | 0,66  |  |  |  |  |  |
| Totale                        | Totale                 | Totale                                  | 159 958 | 100   |  |  |  |  |  |
|                               |                        |                                         |         |       |  |  |  |  |  |
| Voti non validi               | Voti non validi        | Voti non validi                         | 8 026   | 4,78  |  |  |  |  |  |
| Votanti                       | Votanti                | Votanti                                 | 167 984 | 86,06 |  |  |  |  |  |
| Elettori                      | Elettori               | Elettori                                | 195 188 |       |  |  |  |  |  |
|                               |                        |                                         |         |       |  |  |  |  |  |
| Data: 21 aprile 1996          |                        |                                         |         |       |  |  |  |  |  |
| Fonte: Ministero dell'interno |                        |                                         |         |       |  |  |  |  |  |

### XIV legislatura
|                               | Giuseppe Consolo ✔️ Eletto      | Casa delle Libertà                   | 67 055  | 43,29 |  |  |  |  |  |
|                               | Gerardo Labellarte ✔️ Eletto    | L'Ulivo                              | 64 631  | 41,72 |  |  |  |  |  |
|                               | Vincenzo Simoni                 | Partito della Rifondazione Comunista | 8 096   | 5,23  |  |  |  |  |  |
|                               | Cosmo Picca                     | Lista Di Pietro                      | 3 981   | 2,57  |  |  |  |  |  |
|                               | Mirella Parachini               | Lista Pannella-Bonino                | 3 650   | 2,36  |  |  |  |  |  |
|                               | Francesco Antonio Rosario Vinci | Democrazia Europea                   | 3 474   | 2,24  |  |  |  |  |  |
|                               | Bruno Berardi                   | Fiamma Tricolore                     | 2 079   | 1,34  |  |  |  |  |  |
|                               | Marcello Farina                 | Fronte Nazionale                     | 1 455   | 0,94  |  |  |  |  |  |
|                               | Massimo Fiore                   | Forza Nuova                          | 481     | 0,31  |  |  |  |  |  |
| Totale                        | Totale                          | Totale                               | 154 902 | 100   |  |  |  |  |  |
|                               |                                 |                                      |         |       |  |  |  |  |  |
| Voti non validi               | Voti non validi                 | Voti non validi                      | 7 391   | 4,55  |  |  |  |  |  |
| Votanti                       | Votanti                         | Votanti                              | 162 293 | 81,25 |  |  |  |  |  |
| Elettori                      | Elettori                        | Elettori                             | 199 749 |       |  |  |  |  |  |
|                               |                                 |                                      |         |       |  |  |  |  |  |
| Data: 13 maggio 2001          |                                 |                                      |         |       |  |  |  |  |  |
| Fonte: Ministero dell'interno |                                 |                                      |         |       |  |  |  |  |  |